# Gaston Williot
Pour les articles homonymes, voir Williot.
 (janvier 2017).
Si vous disposez d'ouvrages ou d'articles de référence ou si vous connaissez des sites web de qualité traitant du thème abordé ici, merci de compléter l'article en donnant les références utiles à sa vérifiabilité et en les liant à la section « Notes et références ».
Gaston Jean Williot, né le 11 mars 1905 à Flamierge (Bertogne) décédé le 27 juin 1990 est un journaliste ainsi qu'homme politique libéral belge et bourgmestre de Schaerbeek. 
Il est rédacteur en chef du journal "La Dernière Heure".  Il devient échevin libéral, il succède en 1963 à Fernand Blum comme bourgmestre de Schaerbeek où il reste en poste jusqu'en 1970.
La section maternelle et primaire de l'athénée communal Fernand Blum, s'appelle école Gaston Williot. La Maison des Arts de Schaerbeek se faisait appeler auparavant Maison des Arts Gaston Williot, aujourd'hui, on l'appelle simplement Maison des Arts.